# Newton Heath
Newton Heath är en stadsdel i Manchester, Storbritannien. Stadsdelen har omkring 15 000 invånare. Manchester United FC har en stark koppling till stadsdel, där klubben grundades 1878